# Tschartake

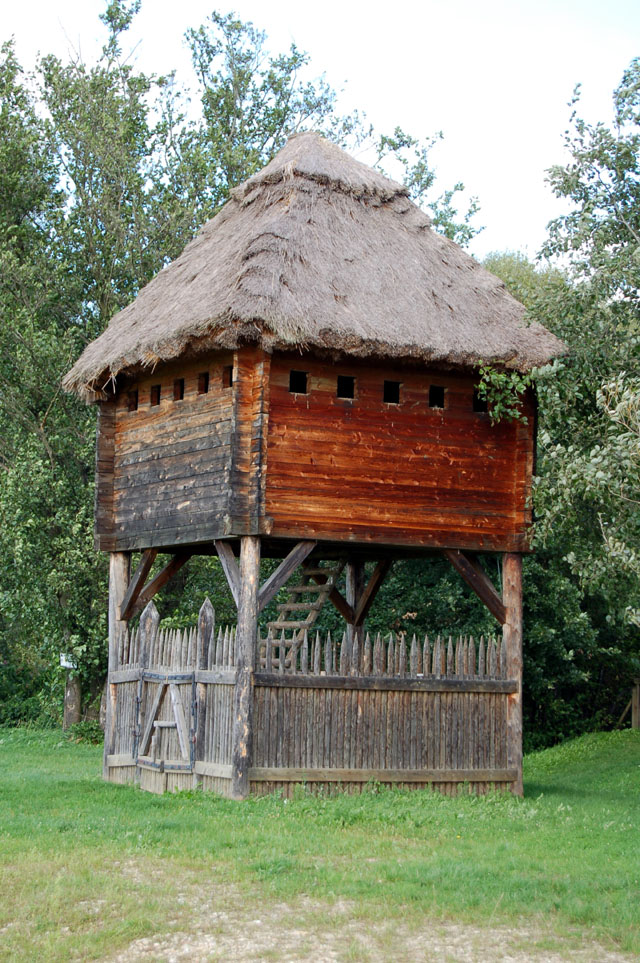
Nachgebaute Tschartake in Burgau

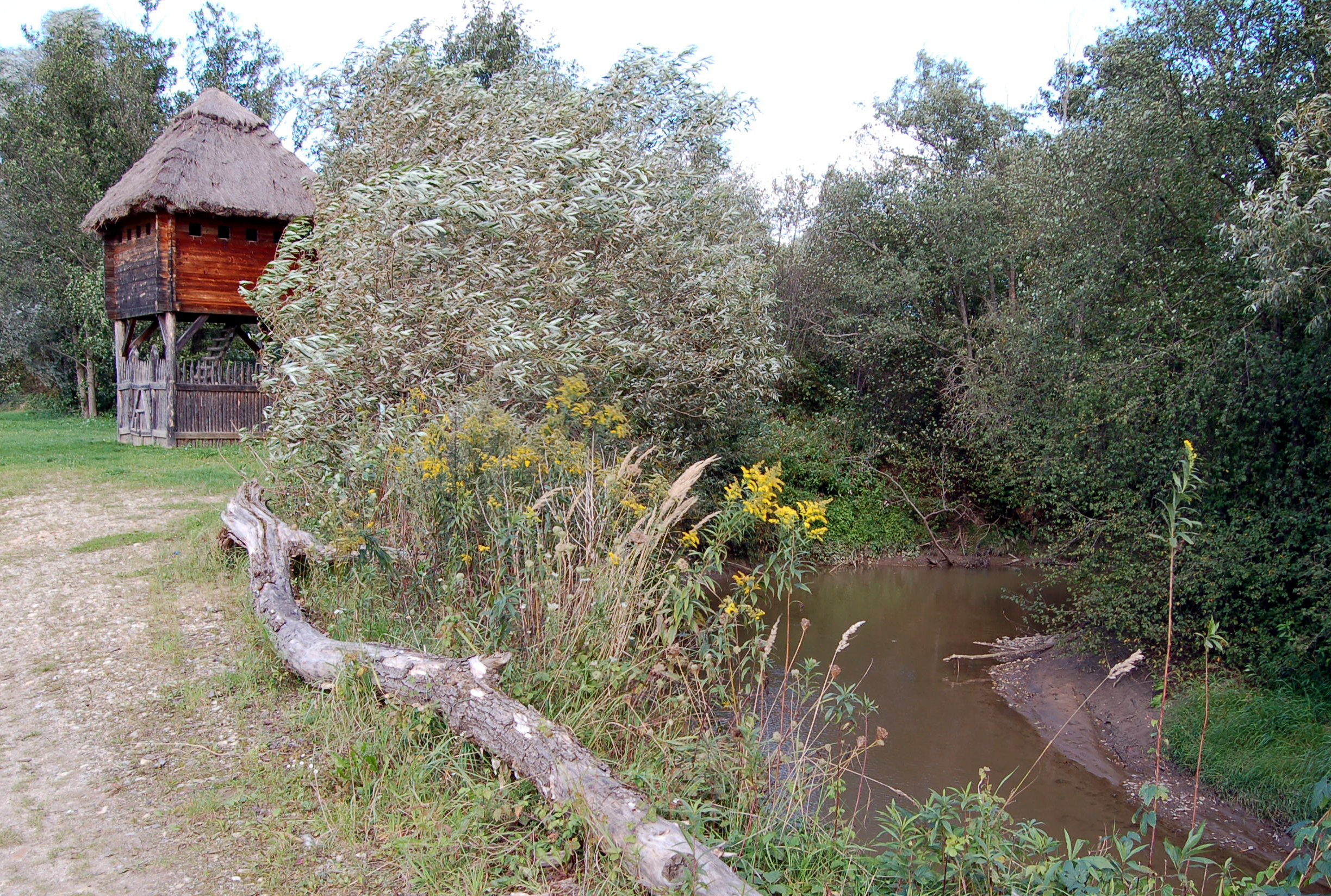
Tschartake an der Lafnitz, der früheren Grenze zwischen der Steiermark und Ungarn, östlich Burgau

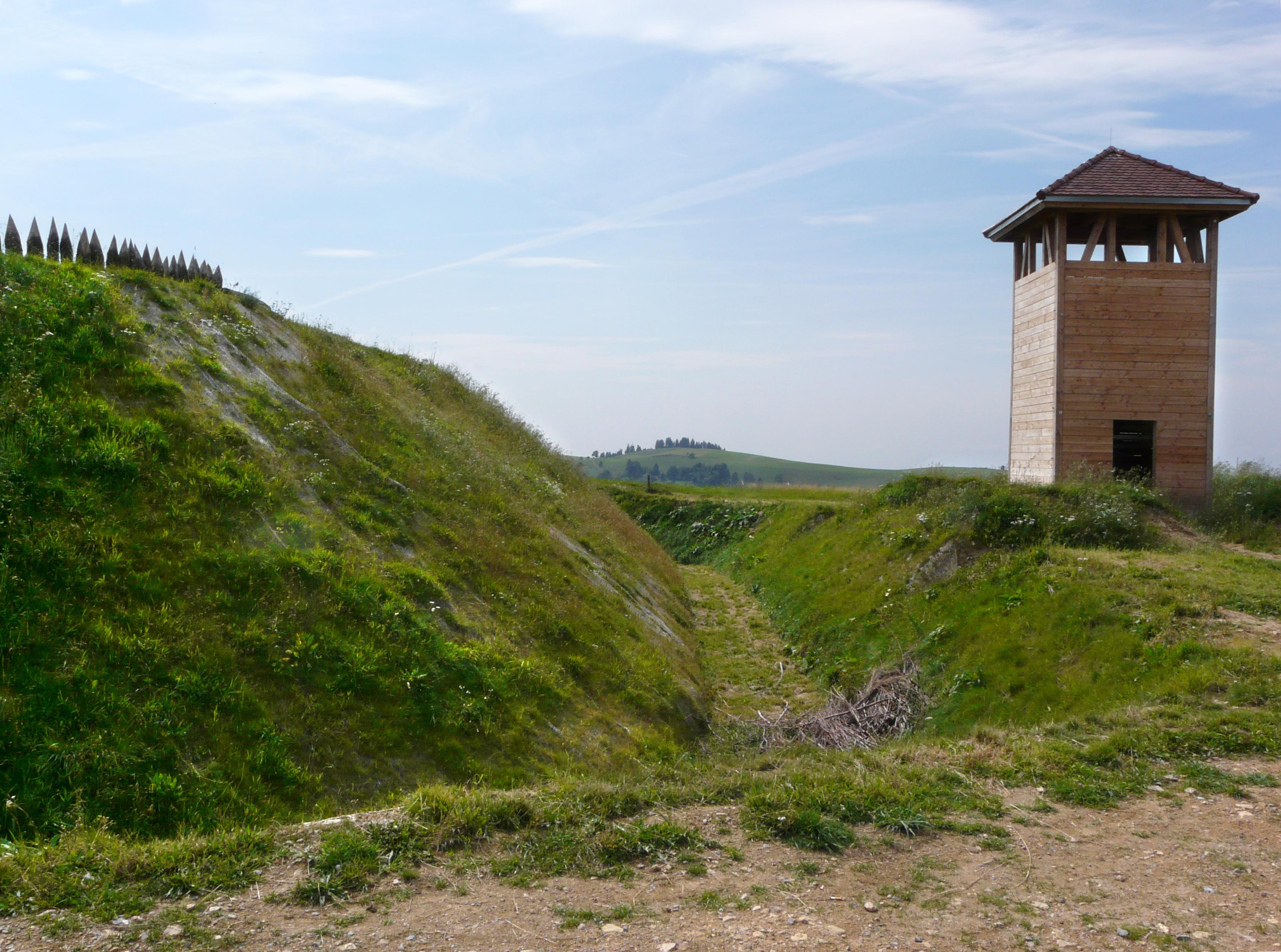
Nachgebaute Schanze und Tschartake der Barockschanze bei Gersbach im Schwarzwaldgebiet

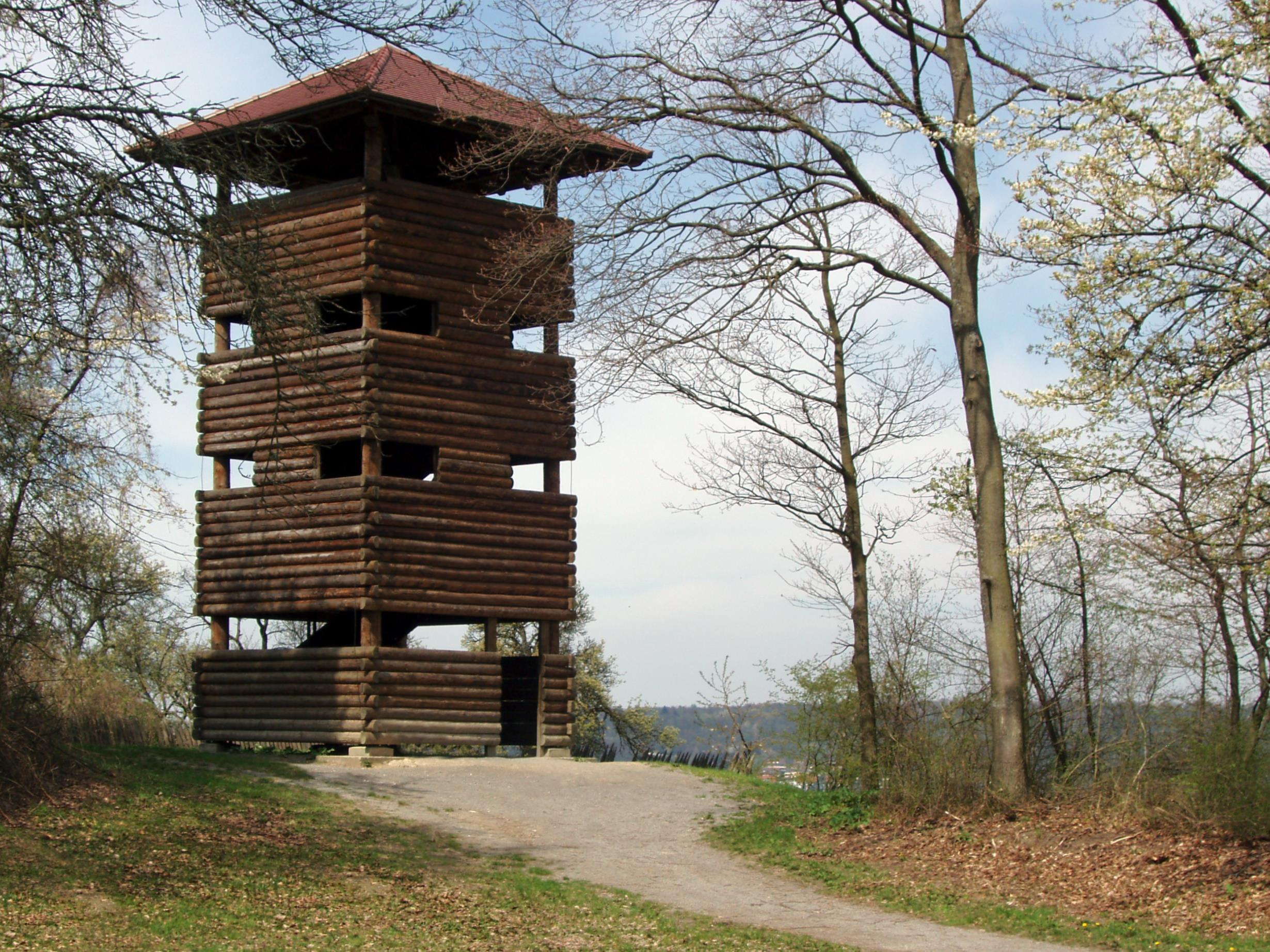
Nachbau einer Chartaque an den Eppinger Linien.

Unter einer Tschartake oder Chartaque (persisch: „Tschahar Taq; vier Baumstämme“) versteht man einen rechteckigen Wachturm und wichtigen Bestandteil des Verteidigungssystems zur Zeit der Osmanen.

## Aufbau
Die ursprüngliche Form, auf die sich der Name bezieht, war aus vier Holzstämmen gebaut. Tschartaken gab es in verschiedenen Größen je nach Anzahl der Verteidigungseinheiten. Im Grunde waren Tschartaken Orte der Beobachtung und Verteidigung. Ein charakteristisches Baumerkmal von Tschartaken ist, dass sie wie ein Aussichtsturm gebaut und im unteren Bereich mit Palisaden versehen wurden. Um die Tschartake herum wurden auch oft noch Schanzen, Verhacke, Gräben und/oder Wälle zum zusätzlichen Schutz vor Feinden errichtet.
Der Bau einer Tschartake war ein Unternehmen, das sich über mehrere Wochen hinzog. Aus der Zeit der Kuruzzenkriege sind 1706 für die Befestigungsanlagen der Kuruzzenschanzen in der östlichen Steiermark genaue Angaben erhalten. Für eine Tschartake für vier Mann, somit einen relativ kleinen Bau (es gab auch Tschartaken für bis zu 20 Mann), der bei Goritz bei Radkersburg, ca. drei km nördlich der Stadt Radkersburg errichtet werden sollte, war Folgendes veranschlagt: 20 Arbeiter (Roboter aus den umliegenden Dörfern), acht Säulen Bauholz zu je drei Klafter, 24 Stämme für Tram und Mauerbänke, 18 Stämme für die Unter- und Überböden, 25 Latten, 75 gemeine Laden (dicke Bretter), 400 Lattennägel, 1000 Scharnägel, 67 Fuhren und an Fachpersonal 18 Zimmermeistertagwerke und 54 Zimmerknechttagwerke. Eine solche Tschartake kam damit auf 28 Gulden und 24 Kreuzer zu stehen (ohne die kostenlose Robotarbeit). Für zwei oder drei Tschartaken war neben der Besatzung noch ein Aufseher vorgesehen. Für den Wiederaufbau einer anderen Tschartake, die bis auf die tragenden Säulen abgebrannt war, waren 30 Gulden veranschlagt. Es gab auch Tschartaken, die durch eine kleine Redoute zusätzlich geschützt waren („redutierte Tschartaken“), wobei eine Redoute mit Kosten von 40 Gulden geschätzt wurde. Für größere Tschartaken mit etwa 12–15 Mann Besatzung benötigte man 32 Stück Stubenbäume, sechst Stück Gesparrbäume, vier ganze Bäume für die Säulen, 75 gewöhnliche Laden, 1500 Ladennägel.

## Geschichte
Die Osmanen haben von ihren östlichen Grenznachbarn, den Persern, mit denen sie lange verfeindet waren, diese Einrichtung übernommen und gegen ihre westlichen Feinde angewandt. So gelangten die Tschartaken in das steiermärkisch-ungarische Grenzgebiet und wurden hier wiederum von den „Gegnern“ übernommen.
Anfangs wurden sie von den Steirern und Niederösterreichern im Zuge der Verteidigung gegen die Osmanen erbaut und später verstärkt zur Verteidigung gegen die Kuruzzen eingesetzt. Tschartaken wurden meist in Linien angelegt, um Warnschüsse und andere optische und akustische Nachrichten weiterzuleiten, je nach Lage des Geländes in Abständen von ungefähr einem bis drei Kilometern. Sie waren tragende Bestandteile von Verteidigungslinien, so bestanden zwischen Radkersburg und Fehring auf ca. 27 km Luftlinie 13 Tschartaken, zwischen Fehring und Fürstenfeld vom Raabtal zum Lafnitztal auf ca. 15 km Luftlinie 18–19 Tschartaken. Die Bezeichnung dieser kriegerischen Einrichtung blieb noch bis zu unserer Zeit erhalten. Auch an den barocken Befestigungslinien in Südwestdeutschland wurden die Bauten eingesetzt, hier unter dem Namen Chartaque.

## Beispiele
Heutzutage gibt es nur mehr sehr wenig erhaltene Tschartaken. In manchen Orten wurden sie aber wieder auf- und originalgetreu nachgebaut. In Burgau wurde beispielsweise im Jahre 1995 eine Tschartake an der Lafnitz, die einst der Grenzfluss zwischen Österreich und Ungarn war, nachgebaut. Weitere Nachbauten befinden sich an den Eppinger Linien am Neckar, Deutschland.